# ویلهلم اسر
ویلهلم اسر (۱۷۹۸–۱۸۵۴) دانشگاهی، منطق‌دان و فیلسوف آلمانی بود. آثار او بر منطق ، روانشناسی و فلسفه اخلاق متمرکز بود.  اسر همچنین به عنوان یک منطق دان پسا کانتی شناخته می شود. 

## زندگینامه
اسر در 21 فوریه 1798 در شهر دورن آلمان به دنیا آمد.  او تحصیلات ابتدایی خود را در این شهر شمال راین-وستفالن گذراند و پیش از حضور در یک سالن ورزشی در زادگاهش، زیر نظر یک کشیش یسوعی در راتیم تحصیل کرد.  در سال 1814 به کلن نقل مکان کرد و در آنجا به تحصیل در رشته زبان‌شناسی ، فلسفه و الهیات پرداخت .  سپس برای ادامه تحصیل به مونستر نقل مکان کرد. 
اسر پس از اتمام تحصیلات خود در سال 1823 به عنوان دانشیار در دانشگاه مونستر به کار مشغول شد. او بعدها به درجه استاد تمام فلسفه ارتقا یافت.  
اسر در سال 1854 درگذشت.

## آثار

### منطق
اندیشه کانتی اساس برخی از آثار اسر در زمینه منطق بود. در سیستم در منطق، جایی که او استدلال کرد که منطق شاخه‌ای از روان‌شناسی نیست و صورت‌بندی منطق مستلزم یک واقعیت روان‌شناختی واحد است، او نقش کانت را در شکل‌دهی مجدد نظریه منطقی مشخص کرد.  اسر نیز مانند کروگ که یک منطق‌دان پسا کانتی بود، معتقد بود که باید چهار قانون اساسی منطق وجود داشته باشد. که عبارتند از:
1. هر چیزی که یک شیء است باید به آن نسبت داده شود.
2. هر شیئی را باید انکار کرد که [ مقابل] با آن مخالف است.
3. به هر شی کاملاً معین، هر علامت ممکن یا متعلق هست یا نیست.
4. اگر یکی از دو علامت متضاد باید نسبت به یک شی تأیید یا رد شود، باید دلیل کافی وجود داشته باشد که به موجب آن این موضوع نسبت داده شود یا آن را رد کند.

مفهوم سازی اسر از قوانین فوق به دلیل تفاوت در فرمول بندی آنها از قوانین ویلهلم تراوگوت کروگ متمایز شد.  تصورات اسر عمدتاً مربوط به علائمی بود که به یک شی تعلق دارند یا به آن تعلق ندارند. 
کار اسر در مورد منطق بر نظریه‌های متفکرانی مانند سر ویلیام همیلتون تأثیر گذاشت، که به طور گسترده‌ای از مفهوم اسر از معنای یا کیفیت «ضرورت» در تعریف او از منطق استفاده کرد. همانطور که توسط همیلتون تفسیر شد، دیدگاه اسر معتقد بود که ضرورت شکلی از فکر به دلیل ماهیت ذهنی آن از احتمال متمایز است، به طوری که یک شکل ضروری از فکر توسط ماهیت خود تفکر تعیین یا ضروری است. 

### قانون جهانی
اسر قوانین فکر را به عنوان «قوانین اساسی معینی توصیف کرد که ذهن، کاملاً یکسان با خود، با درک واقعیت و علیت خود، ابتدا بر خود بنا می کند و سپس، سپس به هر واقعیت دیگری نیز منتقل می کند».  به عقیده او، اگر شکلی از اندیشه لازم و جهان شمول باشد، پس قانون است.  او سپس یک قانون جهانی را اینگونه تعریف کرد که در مورد «همه موارد بدون استثناء اعمال می‌شود، و انحراف از آن همیشه، و همه جا، غیرممکن، یا حداقل، غیرمجاز است». 

## انتشارات
- سیستم منطق ، البرفلد 1823.
- فلسفه اخلاق ، کوپنراث، مونستر 1827.
- یادداشتی به گئورگ هرمس ، دومونت شاوبرگ، کلن 1832.
- زندگی و کار فرانتس فون فورستنبرگ ، دیترز، مونستر 1842.
- روانشناسی ، 2 جلد، کازین، مونستر، 1854.